# Бенитес, Ройнер
Ро́йнер Андре́с Бени́тес Эрна́ндес (исп. Royner Andrés Benítez Hernández; род. 21 июня 2005, Турбако, Боливар) — колумбийский футболист, атакующий полузащитник клуба «Агилас Дорадас».

## Клубная карьера
Бенитес — воспитанник клуба «Агилас Дорадас». 29 января 2023 года в матче против «Атлетико Насьональ» он дебютировал в Кубке Мустанга.

## Международная карьера
В 2025 году в составе молодёжной сборной Колумбии Бенитес принял участие в молодёжном чемпионате Южной Америки в Венесуэле. На турнире он сыграл в матчах против команд Парагвая, Эквадора, Боливии, Чили, Уругвая, Аргентины и дважды Бразилии. В поединке против чилийцев Ройнер забил гол.